# Kamień (powiat wrzesiński)
Kamień – osada leśna (niegdyś miasteczko i kasztelania) w Polsce położona w województwie wielkopolskim, w powiecie wrzesińskim, w gminie Pyzdry. Miejscowość wchodzi w skład sołectwa Górne Grądy.
W latach 1975–1998 miejscowość administracyjnie należała do województwa konińskiego.
Obecnie miejscowość jest niezamieszkana